# Wissenschaftsprogramm der Europäischen Weltraumorganisation
Das Wissenschaftsprogramm der Europäischen Weltraumorganisation (englisch European Space Agency Science Programme), früher europäische Raumfahrt genannt, begann erst recht spät, obwohl Deutschland vor dem Zweiten Weltkrieg vor der Sowjetunion die führende Nation auf dem Gebiet der Raketenforschung war.

## Geschichte
Es gab und gibt zahlreiche nationale Raketenprogramme. Satellitenraketen wurden in Europa nur von zwei Ländern entwickelt: Frankreich (mehrere erfolgreiche Starts der Rakete Diamant zwischen 1965 und 1975) und Großbritannien (ein erfolgreicher Start der Black Arrow 1971). Daneben entwickelten Frankreich und Großbritannien, und in geringerem Maße auch Italien und Spanien, Höhenforschungsraketen. Zwischen 1957 und 1964 starteten die Hermann-Oberth-Gesellschaft e. V. und die Berthold Seliger Forschungs- und Entwicklungsgesellschaft mbH einige selbstentwickelte Raketen mit Gipfelhöhen von bis zu 150 Kilometern im Wattengebiet von Cuxhaven. Die Bundesrepublik Deutschland dagegen sparte sich eine eigene Trägerrakete und setzte mit dem deutsch-amerikanischen Sonnensondenprojekt Helios 1974 und 1976 zusammen mit den USA einen neuen Meilenstein in der Raumfahrt. Die erste europäische Raumsonde war Giotto, welche 1985 zur Erforschung des Kometen Halley gestartet wurde. Der erste europäische Wettersatellit Meteosat-1 wurde 1977 gestartet.

## Gegenwart
Heute wird die europäische Raumfahrt vor allem von der Europäischen Weltraumorganisation koordiniert, in der sich 22 Staaten zusammengeschlossen haben. Hinzu kommen 13 weitere Staaten mit Assoziierungs- oder Kooperationsstatus. Die Raumfahrt Europas war dank der Ariane 4 und der Ariane 5 wirtschaftlich erfolgreich, wozu auch der nahe am Äquator befindliche Weltraumbahnhof in Kourou beitrug. Trotz des wirtschaftlichen Erfolgs mussten viele ambitionierte Projekte (z. B. Raumflugzeuge) vor allem aus finanziellen Gründen im Laufe der Zeit eingestellt werden. Zurzeit ist Europa an der Internationalen Raumstation beteiligt und betreibt eine Reihe von Forschungssatelliten zur Erforschung des Sonnensystems. Die Ariane-Raketen sind hingegen international kaum noch konkurrenzfähig; der Markt wird von der wiederverwendbaren US-Rakete Falcon 9 dominiert.